# Bundesstraße 465
Pour les articles homonymes, voir Route 465.
La Bundesstraße 465 est une Bundesstraße du Land de Bade-Wurtemberg.

## Géographie
La B 465 va de Kirchheim unter Teck en passant par Römerstein, Bad Urach, Münsingen, Ehingen (Donau) et Biberach an der Riß à Leutkirch im Allgäu.

## Histoire
La B 465 actuelle se compose de trois anciennes routes nationales du Wurtemberg :
- La partie nord de la route vers Römerstein faisait partie de la Staatsstraße Nr. 45 du Wurtemberg , qui menait de Plochingen par Kirchheim et Blaubeuren à Ulm.
- La section médiane d'Urach faisait partie de la Staatsstraße Nr. 43 du Wurtemberg , qui menait de Stuttgart par Urach , Münsingen et Ehingen à Biberach. Cette route fut tracée en 1810.
- La partie sud menait en tant que Staatsstraße Nr. 54 du Wurtemberg de la gare d'Unteressendorf par Bad Wurzach et Leutkirch im Allgäu jusqu'à Isny im Allgäu.

La B 465 est créée au début des années 1960.

## Source
- (de) Cet article est partiellement ou en totalité issu de l’article de Wikipédia en allemand intitulé « Bundesstraße 465 » (voir la liste des auteurs).

1. ↑  (de) Andreas Fink, « B 465 zwischen Bad Urach und Münsingen: Straße wird sieben Wochen gesperrt », sur Reutlinger General-Anzeiger, 2020 (consulté le 9 février 2022)